# Héctor Suárez Gomis
Héctor Suárez Gomís (Cidade do México, 6 de Dezembro de 1968) é um  ator e cantor mexicano. Também conhecido como Héctor Suárez Jr. ou  Héctor Suárez Filho, é filho Pepita Gomis com Héctor Suárez, que também é um ator mexicano.

## Biografia
Ele estreou sua carreira no elenco do filme Vaselina, a versão Espanhola do filme Grease. A partir daí, ele foi contratado para um papel na telenovela Principessa na Televisa. Cinco anos depois, ele lançou seu primeiro álbum musical para uma novela, na qual ele mesmo dublava as canções de seu personagem. Em 1991, ele participou da versão cinematografica da telenovela Alcanzar una estrella, na qual depois participou de outras temporadas.

## Telenovelas

### Imagen Televisión
- Muy padres (2017) ... Ricardo Pérez Valdez

### TV Azteca
- Amor sin Condiciones (2006).. Braulio
- Mirada de mujer: El regreso (2003)

### Televisa
- Por siempre mi amor (2013-2014) ... Fernando Córdova / Javier Castillo de la Fuente
- Carita de ángel (2000) ... Omar Gasca
- Infierno en el paraíso (1999) ... Ricardo Selma
- Preciosa (1998) ... Lorenzo 'Pantera' Ortiz
- El premio mayor (1995) ... El Tacubayo
- Sueño de amor (1993)
- Alcanzar una estrella II (1991) ... Pedro Lugo
- Alcanzar una estrella (1990) ... Pedro Lugo
- Mi segunda madre (1989)
- Un nuevo amanecer (1988) ... Pavo
- Principessa (1984)

### Telemundo
- Betty en Nueva York (2019) - Hugo Lombardi
- El Juramento (2008)... Esteban
- Zorro: La Espada y la Rosa(2007)... Capitán Anibal Pizarro

### Talk shows
- El pelón de la noche (2004)

## Sitcons
- Diseñador ambos sexos (2001)... Juan Felipe Martínez 'Jean Phillipe Martin'
- Salud, dinero y amor (1997)... El Tacubayo

## Teatro
- P.D. Tu gato ha muerto (1984)
- Vaselina ("Grease", (1984)... Ricky Rockero

## Álbuns
- Con Ganas de Amar (1991)
- Quiero Todo de Ti (1989)